# فرودگاه کیوایوین
 فرودگاه کیوایوین (به انگلیسی: Keewaywin Airport) یک فرودگاه همگانی با کد یاتا KEW است که یک باند فرود شن دارد و طول باند آن ۱۰۷۰ متر است. این فرودگاه در کشور کانادا قرار دارد .